# Todd Skipworth
Todd Skipworth (* 15. Februar 1985 in Perth) ist ein ehemaliger Leichtgewichts-Ruderer aus Australien, der heute als Triathlet aktiv ist.

## Werdegang

### Rudersport bis 2012
Skipworth begann 1999 mit dem Rudersport. Seinen ersten internationalen Auftritt hatte er bei der U23-Weltregatta 2004, die damals inoffiziellen Weltmeisterschaften der U23-Altersklasse, wo er sich mit der australischen Auswahl im Leichtgewichts-Vierer ohne Steuermann aber nicht ins Finale qualifizieren konnte. Ab dem Folgejahr ruderte Skipworth in der offenen Altersklasse bei den Weltmeisterschaften und belegte den vierten Platz im leichten Vierer-ohne. 2006 folgte der sechste und 2007 der siebte Rang. Bei den Olympischen Spielen 2008 belegte der australische Vierer den neunten Platz.
2010 kehrte Skipworth nach einjähriger Pause in den Weltcup zurück, das bis dahin beste Saisonergebnis gelang dem australischen Leichtgewichts-Vierer ohne Steuermann mit Anthony Edwards, Samuel Beltz, Blair Tunevitsch und Todd Skipworth bei den Weltmeisterschaften in Neuseeland: In einem Zielfotoentscheid hatte der britische Vierer sieben Hundertstelsekunden Vorsprung vor den Australiern, eine weitere Hundertstelsekunde zurück erhielt der chinesische Vierer die Bronzemedaille. 
Mit Benjamin Cureton für Tunevitsch gelang ein Jahr später bei den Weltmeisterschaften 2011 in Bled die Revanche, die Australier gewannen den Weltmeistertitel vor den Italienern und den Briten. Im Finale der Olympischen Regatta 2012 belegte der australische Leichtgewichts-Vierer mit Skipworth, Edwards, Beltz und Cureton den vierten Platz – mit nur einem Abstand von knapp einer Sekunde auf den dritten Rang.
Der 1,82 m große Skipworth beendete danach seine Karriere im Rudersport. Er startete für den Swan River Rowing Club in Perth.

### Triathlon seit 2009
Seit 2009 ist Todd Skipworth auch im Triathlon aktiv.

2014 belegte er in Zürich bei der Europameisterschaft auf den Triathlon-Kurzdistanz den sechsten Rang.

## Sportliche Erfolge
| Datum/Jahr    | Rang | Wettbewerb                     | Austragungsort | Zeit     | Bemerkung                  |
| ------------- | ---- | ------------------------------ | -------------- | -------- | -------------------------- |
| 27. Jan. 2017 | 8    | Ironman 70.3 Dubai             | Dubai          | 03:46:52 | Mitteldistanz              |
| 10. Dez. 2016 | 3    | Ironman 70.3 Taupo             | Lake Taupō     | 03:56:57 |                            |
| 31. Jan. 2016 | 1    | Challenge Melbourne            | Melbourne      | 03:51:13 | Sieger auf der Halbdistanz |
| 8. Nov. 2015  | 1    | Challenge Forster              | Forster        | 03:52:29 |                            |
| 1. Feb. 2015  | 5    | Challenge Melbourne            | Melbourne      | 03:53:34 |                            |
| 21. Sep. 2014 | 1    | Ironman 70.3 Cozumel           | Cozumel        | 04:02:30 |                            |
| 26. Juli 2014 | 6    | 5150 Zurich                    | Zürich         | 01:48:46 | European Championships     |
| 6. Juli 2014  | 3    | Ironman 70.3 Norway            | Haugesund      | 03:53:01 |                            |
| 8. Juni 2014  | 2    | Ironman 70.3 Kansas            | Lawrence       | 03:53:30 |                            |
| 1. Sep. 2013  | 3    | Challenge Walchsee-Kaiserwinkl | Walchsee       | 03:56:10 |                            |

| Datum/Jahr    | Rang | Wettbewerb                | Austragungsort | Zeit     | Bemerkung                  |
| ------------- | ---- | ------------------------- | -------------- | -------- | -------------------------- |
| 15. Aug. 2014 | 2    | Embrunman                 | Embrun         | 10:10:46 | auf der Langdistanz        |
| 30. Juli 2014 | 1    | Triathlon EDF Alpe d’Huez | Alpe d’Huez    | 05:51:33 | Sieger auf der Langdistanz |

(DNF – Did Not Finish)